# Самострельное оружие
Самострельное оружие (иногда используется термин оружие непрерывного огня) — это автоматическое оружие, способное к непрерывной стрельбе очередями без повторных нажатий на спусковой крючок.
В Европе и США самострельное оружие известно под термином автоматическое оружие (англ. automatic firearm) — в противовес самозарядному оружию, называемому полуавтоматическим (англ. semi-automatic firearm).

## Разновидности
Оружие, способное вести огонь очередями, можно разделить на следующие категории:
- Автоматический карабин
- Автоматическая винтовка
- Автоматический дробовик
- Автоматический пистолет
- Пистолет-пулемёт
- Пулемёт

## Режим серийного огня
Режим ведения огня очередями фиксированной длины был введён на Западе после анализа боевого опыта войны во Вьетнаме; например, американская винтовка M16A2 получила режим стрельбы фиксированными очередями по 3 патрона вместо огня очередями произвольной длины, так как был сделан вывод о том, что огонь очередями произвольной длины приводит к большой непроизводительной трате патронов. Некоторые немецкие образцы позволяют вести огонь фиксированными очередями в 2, 3 или 4 патрона, в зависимости от положения переводчика.
Кроме того, существует определённая разница в том, как ведёт себя оружие в этом режиме при кратковременном нажатии на спусковой крючок, — одни образцы прекращают ведение огня как только стрелок отпускает спуск, другие же вне зависимости от длительности нажатия отстреливают полную очередь установленной фиксированной длины.